# UFC 257
UFC 257: Poirier vs. McGregor 2 è stato un evento di arti marziali miste tenuto dalla Ultimate Fighting Championship il 24 gennaio 2021 all'Etihad Arena di Abu Dhabi, negli Emirati Arabi.

## Risultati
|                  | Divisione             |                   |                 |                       | Metodo                                      | Round           | Tempo           | Premio          |
| Card Principale  | Card Principale       | Card Principale   | Card Principale | Card Principale       | Card Principale                             | Card Principale | Card Principale | Card Principale |
| ---------------- | --------------------- | ----------------- | --------------- | --------------------- | ------------------------------------------- | --------------- | --------------- | --------------- |
|                  | Pesi leggeri          | Dustin Poirier    | batte           | Conor McGregor        | KO tecnico (pugni)                          | 2               | 2:32            | POTN            |
|                  | Pesi leggeri          | Michael Chandler  | batte           | Dan Hooker            | KO tecnico (pugni)                          | 1               | 2:30            | POTN            |
|                  | Pesi mosca femminili  | Joanne Calderwood | batte           | Jessica Eye           | Decisione unanime (30–27, 30–27, 29–28)     | 3               | 5:00            |                 |
|                  | Pesi medi             | Makhmud Muradov   | batte           | Andrew Sanchez        | KO tecnico (ginocchiata volante e pugni)    | 3               | 2:59            | POTN            |
|                  | Pesi paglia femminili | Marina Rodriguez  | batte           | Amanda Ribas          | KO tecnico (gomitata e pugni)               | 2               | 0:59            | POTN            |
| Card Preliminare |                       |                   |                 |                       |                                             |                 |                 |                 |
|                  | Catchweight (157 lbs) | Arman Tsarukyan   | batte           | Matt Frevola          | Decisione unanime (30–27, 30–27, 30–26)     | 3               | 5:00            |                 |
|                  | Pesi medi             | Brad Tavares      | batte           | Antônio Carlos Júnior | Decisione unanime (30–27, 30–27, 30–26)     | 3               | 5:00            |                 |
|                  | Pesi gallo femminili  | Julianna Peña     | batte           | Sara McMann           | Sottomissione (rear-naked choke)            | 3               | 3:39            |                 |
|                  | Pesi mediomassimi     | Marcin Prachnio   | batte           | Khalil Rountree Jr.   | Decisione unanime (29–28, 29–28, 29–28)     | 3               | 5:00            |                 |
|                  | Catchweight (150 lbs) | Movsar Evloev     | batte           | Nik Lentz             | Decisione non unanime (28–29, 29–28, 29–28) | 3               | 5:00            |                 |
|                  | Pesi mosca            | Amir Albazi       | batte           | Zhalgas Zhumagulov    | Decisione unanime (29–28, 29–28, 29–28)     | 3               | 5:00            |                 |

## Premi
I lottatori premiati ricevettero un bonus di 50.000 dollari.
Legenda:
- FOTN: Fight of the Night (vengono premiati entrambi gli atleti per il miglior incontro dell'evento)
- POTN: Performance of the Night (viene premiato il vincitore per la migliore performance dell'evento)